# Патрик Кутроне
Патрик Кутроне (3. јануар 1998) је италијански фудбалер који тренутно наступа за италијански клуб Фјорентина који је на позајмици из енглеског клуба ФК Вулверхемптон вондерерси.

## Клупска каријера
Седмогодишњи Кутроне је 2005. започео своју каријеру у локалном тиму GS Parediense. У лето 2007. имао је наступе у Интеру, ФК Монзи и ФК Милану. 29. јуна 2007. званично се придружио Милановој академији, где је провео следећих десет година, играјући различите старосне групе до тима Примавере (испод 19 година). У марту 2015. године, Кутроне потписао је свој први професионални уговор са Миланом, почев од 1. јула 2015. до 30. јуна 2018. .
Кутроне је примио свој први позив за сениорску екипу за домаћу утакмицу против Пескаре одигране 30. октобра 2016. године; био је присутан на клупи тима и остао неискоришћена замена. Пре тога, његово искуство с првим тимом било је ограничено на пред-сезонске пријатељске и повремене тренинге. У јануару 2017. године, Кутроне је стављен у први Миланов тим. 21. маја 2017. дебитовао је у домаћој победи од 3-0 Серие А против Болоње, заменивши саиграча у 85. минуту. Он је такође покупио свој први жути картон у тој утакмици за клизни потез који је довео до фаула.
У лето 2017. Кутроне је потписао продужетак уговора до 30. јуна 2021. године, док је Миланов кинески одбор директора потрошио преко 200 милиона еура на трансфере, добивши укупно 11 нових играча, од којих су два нападачи Андре Силва и Никола Калинић. У почетку, да би повећао своје време играња, Кутроне је био убеђиван да се придружи једном од нижих клубова Серије А, али је ипак одбио.
Дана 27. јула 2017. први пут је био укључен у стартну поставу у победи од 1: 0 над румунским клубом CS Universitatea Craiova у квалификацијама за Европску лигу 2017/18. 3. августа 2017. године постигао је први гол за Милан у повратку против CS Universitatea Craiova, у мечу који се завршио 2-0 за италијански тим. Дана 20. августа 2017. године постигао је свој први гол у лиги у победи од 0-3 Серије А против Кротонеа. 24. августа 2017. године постигао је једини гол у победи од 1: 0 над ФК Шкендија у доигравање-у Лиге Европе, а 28. септембра је постигао победнички гол у последњем тренутку против Ријеке у групној фази. Као замена у утакмици купа Coppa Italia против домаћих ривала, Интера, Кутроне је дао његов први гол у дербију della Madonnina.
Дана 28. јануара 2018. Кутроне је постигао први гол у домаћој утакмици Серије А против Лација. Првобитно се сматрало да је гол главом судија и играча из Лација. Међутим, након завршног звиждука, постало је јасно да након слободног ударца Хакан Чалханоглуа лопта није додирнула Кутронеову главу, већ је скренула са његове руке равно у гол. Иако је објављено да Кутроне може добити забрану од 2 утакмице за наводни намерни рукомет , истрага коју је спровео Фудбалски савез Италије доказала је да су његове акције у тој епизоди биле ненамерне и стога некажњиве.
Дана 10. фебруара 2018, Кутроне је постигао гол у победи од 4: 0 над СПАЛ-ом, учвршћујући своју позицију као нападач првог избора у Милану током сезоне 2017.-18.
У лето 2018. нови Миланов управни одбор је одлучио да повећа способност нападача тимом потписивањем репрезентативног голмана Гонзала Хигуаина, кога је Кутроне први пут срео 2015. године као фан. По доласку, од свих преосталих нападача у тиму (то су Никола Калинић, Андре Силва и Карлос Бака), Кутроне је био једини који није био на тржишту трансфера. 31. августа 2018. Кутроне је дошао као касна замена и постигао гол у последњем тренутку победничког поготка у домаћој утакмици Серије А против Роме (2: 1), помажући Милану да обезбеди прву такмичарску победу у сезони.
У октобру 2018. Кутроне је продужио уговор са Миланом до 30. јуна 2023.
Дана 12. јануара 2019. Кутроне је дошао као замена за додатно време и постигао два гола у само шест минута у евентуалној победи у Купу 2: 0 против Сампдорије.
Дана 30. јула 2019. је објављено да прелази у енглески клуб Вулверхемптон вондерерси.
Дана 10. јануара 2020. године је прешао на позајмицу у клуб Фјорентина.

## Репрезентативна каријера
Кутроне је представљао Италију у Италији до 15 година, испод 16 година, испод 17, испод 18 и испод 19 година, чинећи комбинацију укупно 57 наступа и постигавши 27 голова. Он је био део тима и за Европско првенство до 17 година и за Европско првенство до 19 година.
Дебитовао је са екипом Италије У21 1. септембра 2017. у пријатељској утакмици изгубљеној од 3: 0 против Шпаније. Три дана касније одиграо је своју другу утакмицу против Словеније У21 у којој је постигао свој први гол за екипу у победи 4–1.
У марту 2018. награђен је његов први виши позив италијанској репрезентацији, под вођством привременог менаџера Луиђија Ди Бјађиа, за италијанске пријатељске утакмице против Аргентине и Енглеске касније тог месеца. 23. марта дебитовао је у међународној утакмици против Аргентине; Италија је поражена 2–0 .